# Davina Windsor
Davina Windsor (nome completo: Davina Elizabeth Alice Benedikte Lewis Windsor; 19 de novembro de 1977) é a filha mais velha do príncipe Ricardo, Duque de Gloucester e da princesa Brigite, Duquesa de Gloucester. Em 2025, ocupava a 36.ª posição na linha de sucessão ao trono britânico. Foi casada com Gary Lewis, com quem tem dois filhos.